# 1856

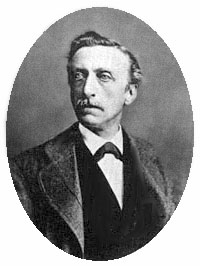
Eduard Douwes Dekker

Het jaar 1856 is het 56e jaar in de 19e eeuw volgens de christelijke jaartelling.

## Gebeurtenissen
februari
- 15 - Het Rijnspoor wordt aangesloten op het Pruisische spoorwegennet. Dit is pas mogelijk geworden nadat het hele baanvak is overgegaan van breedspoor op normaalspoor.

maart
- 2 - De vulkaan Awu op het Indonesische eiland Sangir barst uit en maakt 2.806 slachtoffers. De vulkaan blijf tot half maart as spugen.
- 29 - Eduard Douwes Dekker neemt ontslag als assistent-resident van Lebak op Java, omdat zijn klachten over machtsmisbruik door de plaatselijke Indische hoofden tot niets leiden.
- 30 - De Vrede van Parijs maakt een einde aan de Krimoorlog. Het Osmaanse Rijk herkrijgt zijn oude omvang.
- maart - De synthetische kleurstof Mauveïne wordt per ongeluk ontdekt door de achttienjarige scheikundestudent William Henry Perkin, die eigenlijk probeert kinine te maken.

april
- 16 - De Verklaring van Parijs of Verklaring houdende zekere bepalingen van het zeerecht in tijd van oorlog wordt getekend door koninkrijk Pruisen, keizerrijk Rusland, het Ottomaanse Rijk, Frankrijk, het Verenigd Koninkrijk en koninkrijk Sardinië. Daarbij wordt de kaapvaart verboden.

mei
- 8 - In Antwerpen wordt voor de laatste keer een misdadiger van gemeen recht (Francis Kol) geguillotineerd.
- 16 - In het vijfde jaar van zijn ballingschap koopt Victor Hugo Hauteville House op Guernsey, waar hij tot de val van Napoleon III zal wonen.

juni
- 20 - Karel III volgt zijn vader Florestan I op als vorst van Monaco

juli
- 1 - Het kabinet-Van der Brugghen wordt beëdigd.
- 15 - De Britten stichten de kolonie Natal in het gebied dat ze in 1843 op de Boeren hebben veroverd.
- 16 - Op de Grote Markt in Haarlem wordt een standbeeld onthuld van Laurens Janszoon Coster.

augustus
- 10 - In een spoorwegongeval bij Schiedam vallen drie doden en veel gewonden.

september
- 2 en 3 - In Neuchâtel wordt een opstand van prinsgezinden neergeslagen. Zij eisten het herstel van de koning van Pruisen als landsheer van Neuchâtel.

oktober
- 8 - Begin van de Tweede Opiumoorlog.
- 12 - Oprichting van de vrijdenkersvereniging 'De Dageraad' om in Nederland het atheïsme te propageren.

november
- 11 - De Engelsman Henry Bessemer krijgt patent op de omzetting van ijzer in constructiestaal.
- 27 - Groothertog Willem III ondertekent een nieuwe grondwet voor Luxemburg die zijn macht vergroot.

december
- 8 - Moordaanslag op koning Ferdinand II van de Beide Siciliën.
- 14 - Opening in Monaco van een eerste Monte Carlo Casino, ondergebracht in een bestaande villa.

zonder datum
- Men ontdekt in het Neandertal) tussen Düsseldorf en Elberfeld menselijke overblijfselen; die afkomstig blijken van een uitgestorven soort, de neanderthalers.
- Frankrijk verkrijgt de Italiaanse gebieden Savoye en Nice.
- De Britten zetten de laatste nawab van Avadh af en lijven het gebied grotendeels in bij Brits-Indië.

## Muziek
- Georges Bizet componeert de later verloren gegane cantate David
- Freiherr Friedrich von Flotow schrijft het ballet Die Libelle
- Jacques Offenbach componeert de operettes Un postillon en gage, La rose de Saint-Flour, Le 66, Le financier et le savetier en La bonne d'enfant

## Beeldende kunst

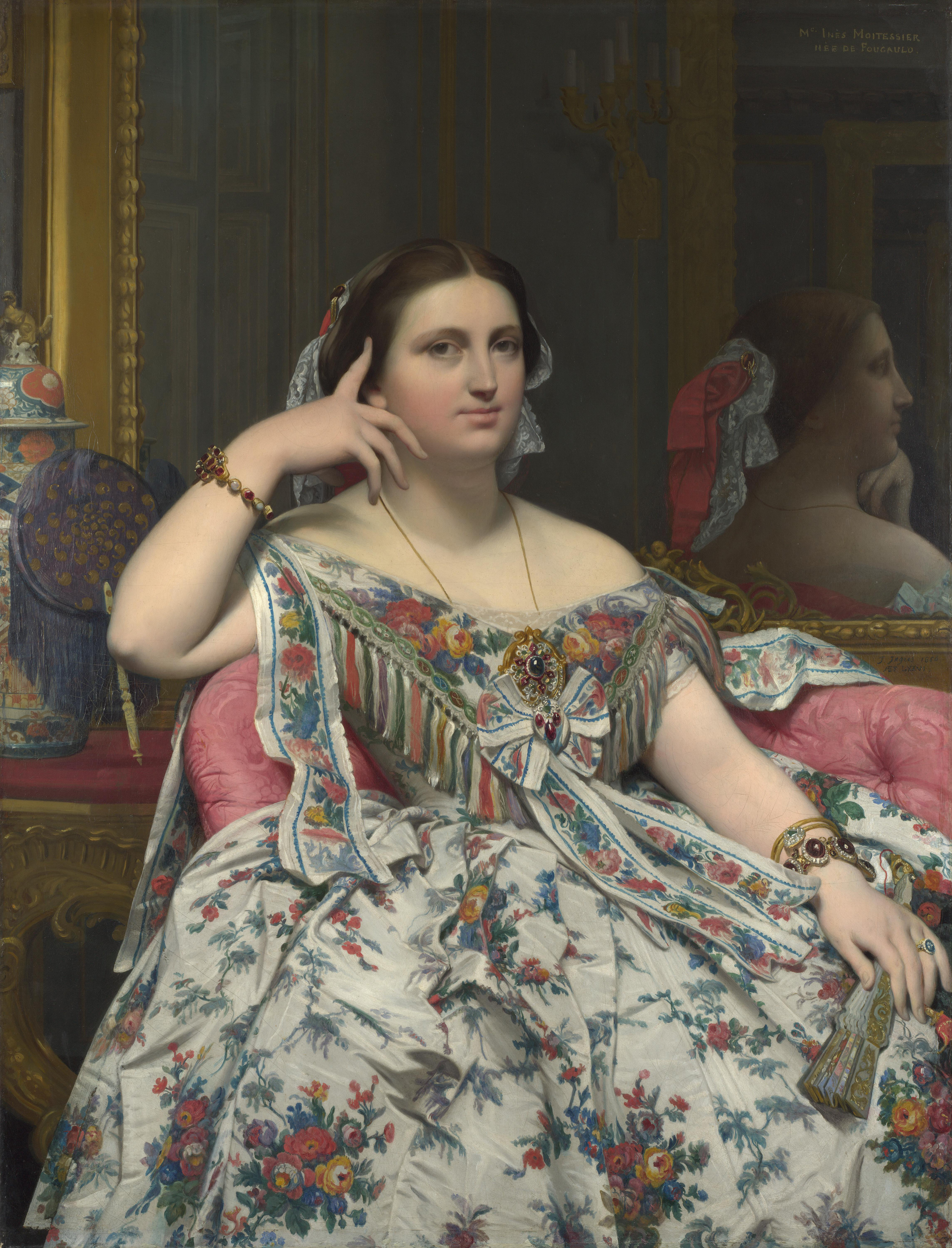
Madame Moitessier (1856) Jean Auguste Dominique Ingres - National Gallery
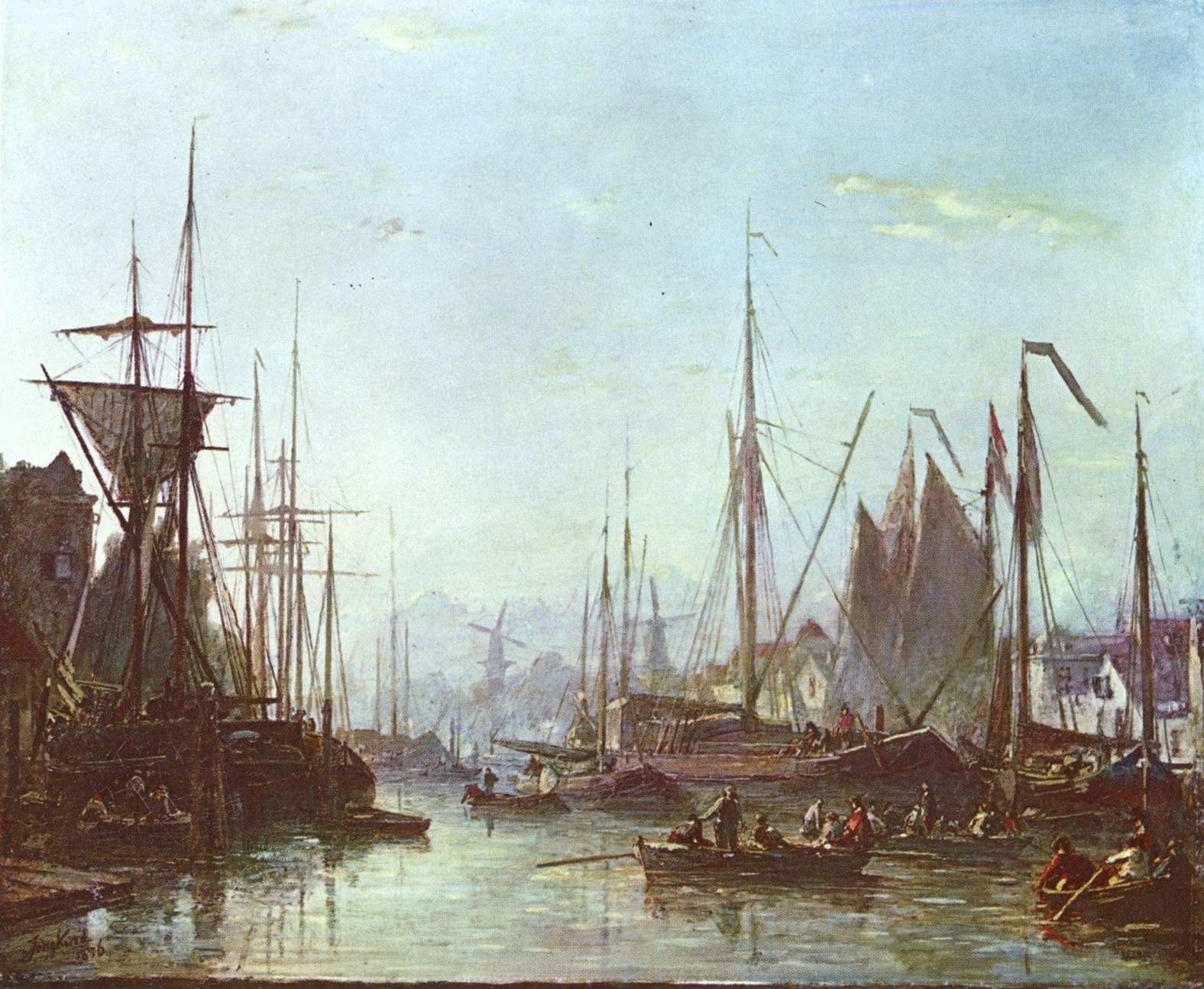
Rotterdam (1856) Johan Jongkind
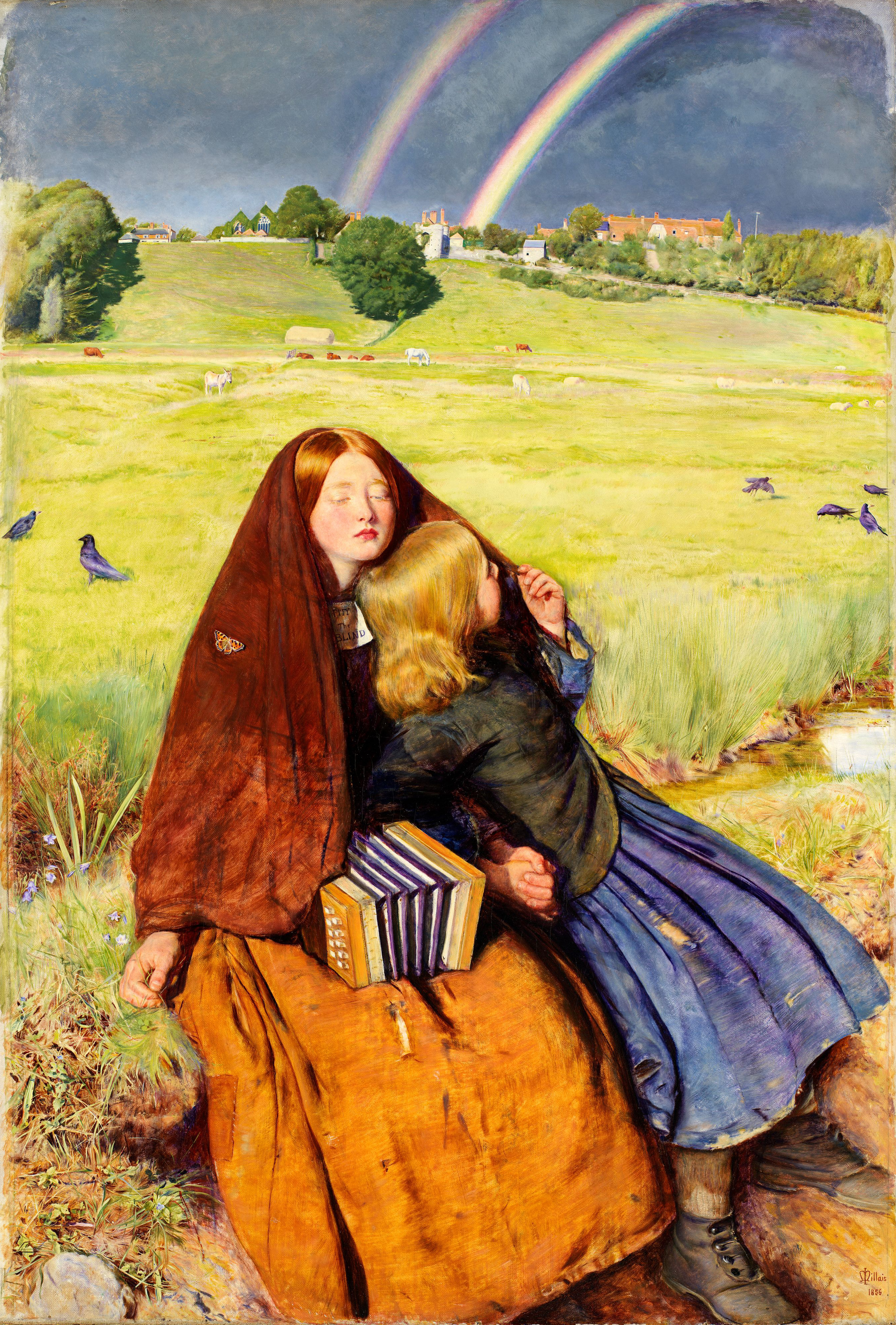
Het blinde meisje (The Blind Girl) (1856) John Everett Millais

## Bouwkunst

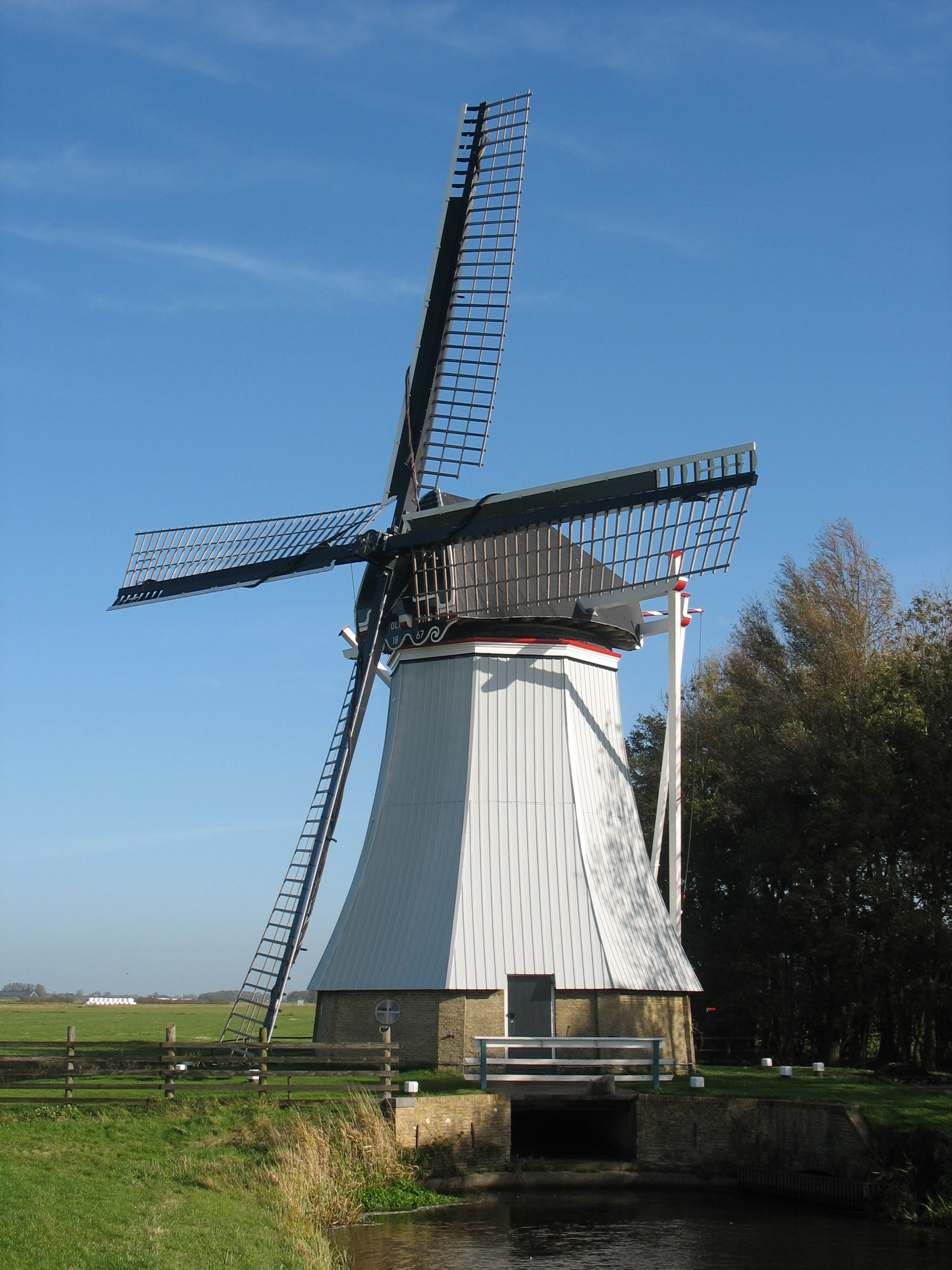
Molen De Olifant Birdaard, Friesland (1856)
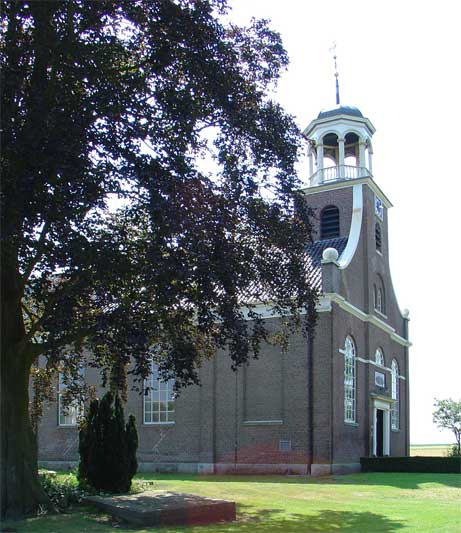
Kerk van Nieuw-Beerta (1856) E. van der Voort

## Geboren

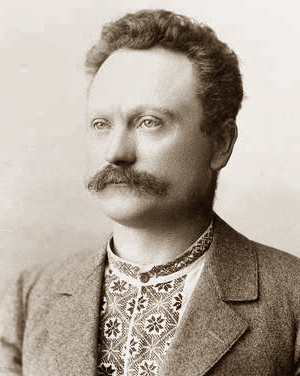
Ivan Franko
geboren op 27 augustus

### januari
- 4 - Ben Wierink, Nederlands beeldend kunstenaar (overleden 1939)
- 9 - Anton Aškerc, Sloveens rooms-katholiek priester, schrijver en dichter (overleden 1912)
- 11 - Christian Sinding, Noors componist (overleden 1941)
- 12 - John Singer Sargent, Amerikaans schilder (overleden 1925)

### februari
- 5 - Thomas Louis Heylen, Belgisch bisschop van Namen (1899-1941) (overleden 1941)
- 5 - Temme Reitsema, Nederlands architect (overleden 1941)
- 21 - Hendrik Petrus Berlage, Nederlands architect (overleden 1934)
- 25 - Miguel Oquelí Bustillo, Hondurees militair en politicus (overleden 1938)

### april
- 1 - Hendrica Jansen, Nederlandse schaakster (overleden 1929)
- 24 - Philippe Pétain, Frans militair en staatsman (overleden 1951)

### mei
- 6 - Sigmund Freud, Oostenrijks psycholoog en psychiater (overleden 1939)
- 10 - Willem Voormolen, Nederlands militair, burgemeester en politiefunctionaris (overleden 1909)
- 15 - L. Frank Baum, Amerikaans schrijver, dichter, acteur en filmmaker (overleden 1919)
- 20 - Henri-Edmond Cross, Frans kunstschilder (overleden 1910)
- 24 - Andrew Watson, Schots voetballer (overleden 1921)
- 29 - George Temple-Poole, Brits architect en ambtenaar (overleden 1934)

### juni
- 15 - Franz Roubaud, Russisch kunstschilder (overleden 1928)
- 22 - Henry Rider Haggard, Engels schrijver (overleden 1925)

### juli
- 6 - Rachel van Lier, Nederlands pianiste en zangeres (overleden 1939)
- 10 - Nikola Tesla, Servisch-Amerikaans elektrotechnicus, natuurkundige en uitvinder (overleden 1943)
- 26 - George Bernard Shaw, Iers toneelschrijver (overleden 1950)

### augustus
- 1 - Frans Hens, Belgisch kunstschilder (overleden 1928)
- 27 - Ivan Franko, Oekraïens schrijver en filosoof (overleden 1916)

### september
- 3 - Jacques Leijh, Nederlands architect (overleden 1902)
- 3 - Louis Sullivan, Amerikaans architect (overleden 1924)
- 26 - Leo Graetz, Duits natuurkundige (overleden 1941)

### oktober
- 1 - Joan Nieuwenhuis, Nederlands krantenmaker, journalist en ambtenaar (overleden 1939)
- 4 - Jean Baptiste Nobels, Belgisch politicus (overleden 1923)
- 27 - Kenyon Cox, Amerikaans kunstschilder, illustrator, kunstcriticus en dichter (overleden 1919)
- 27 - Albrecht Rodenbach, Vlaams schrijver (overleden 1880)

### november
- 2 - Hermann von Kuhl, Duits militair en krijgshistoricus (overleden 1958)
- 13 - Sergej Tanejev, Russisch componist (overleden 1915)
- 29 - Georgi Plechanov, Russisch revolutionair (overleden 1918)

### december
- 3 - George Leake, 3e premier van West-Australië (overleden 1912)
- 4 - Constance Stone, Australisch arts (overleden 1902)
- 7 - Josef Fanta, Tsjechisch architect, meubelontwerper, beeldhouwer en schilder (overleden 1954)
- 18 - Graciano López Jaena, Filipijns revolutionair en nationale held (overleden 1896)
- 18 - Joseph John Thomson, Engels natuurkundige (overleden 1940)
- 19 - Alfred Nalepa, Oostenrijks zoöloog (overleden 1929)
- 22 - Frank Billings Kellogg, Amerikaans diplomaat, jurist en politicus (overleden 1937)
- 28 - Woodrow Wilson, 28ste president van de Verenigde Staten (overleden 1924)

### datum onbekend
- Antoni Rubió i Lluch, Catalaans geschiedkundige, eerste voorzitter van het Institut d'Estudis Catalans (overleden 1937)

## Overleden
februari
- 17 - Heinrich Heine (58), Duits dichter en schrijver

mei
- 8 - Francis Kol (30), Belgisch (laatste) geguillotineerde misdadiger

juni
- 20 - Florestan I (70), vorst van Monaco

juli
- 9 - Adrianus Blom (32), tot de galg veroordeelde Nederlandse misdadiger
- 11 - Josef Kajetán Tyl (48), Tsjechisch toneelschrijver
- 12 - Nicaise Augustin Desvaux (71), Frans botanicus
- 29 - Robert Schumann (46), Duits componist

augustus
- 24 - William Buckland (72), Engels geoloog en paleontoloog
- 24 - Emilie de Vialar (68), heilige van de Rooms-katholieke kerk

november
- 9 - Étienne Cabet (68), Frans filosoof, politicus en utopist
- 23 - Thomas Seddon (35), Engels kunstschilder
- 29 - Hendrik George de Perponcher Sedlnitsky (84), Nederlands legeraanvoerder

december
- 31 - Alexandre Joseph Daminet (69), Belgisch politicus

datum onbekend
- Henricus Turken (ca. 64), Nederlands kunstenaar

## Weerextremen in België
- Mei: 30 van de 31 dagen valt er regen, het dubbele van normaal.
- 7 december: hoogste etmaalgemiddelde temperatuur ooit op deze dag: 12,3 °C.
- 9 december: hoogste etmaalgemiddelde temperatuur ooit op deze dag: 11,5 °C.
- 10 december: hoogste etmaalgemiddelde temperatuur ooit op deze dag: 12 °C.

Bron: KMI Gegevens Ukkel 1901-2003  met aanvullingen 